# Paul Dakeyo
Paul Dakeyo (Bafoussam, 1948) escritor franco-camerunés. 
Vive desde 1969 en París, donde fundó la editorial Silex, posteriormente Nouvelles du Sud

## Obra
- Chant d'accusation, 1976
- La femme où j’ai mal, 1989
- Les ombres de la nuit, 1994
- Moroni, cet exil, 2002